# Selva di Val Gardena
Selva tiếng Ý: Selva di Val Gardena; tiếng Đức: Wolkenstein in Gröden; Ladin: Sëlva; tiếng Latin: Silva) là một đô thị ở Val Gardena của Nam Tirol trong vùng Trentino-Nam Tirol của Ý, có vị trí cách khoảng 70 km về phía đông bắc của thành phố Trento và khoảng 30 km về phía đông của thành phố Bolzano. Tại thời điểm ngày 31 tháng 12 năm 2004, đô thị này có dân số 2.570 người và diện tích là 53,2 km².
Selva giáp các đô thị: Badia, Campitello di Fassa, Canazei, Corvara in Badia, San Martin de Tor, và Santa Cristina Valgardena. Đa số dân ở đây nói tiếng Ladin.

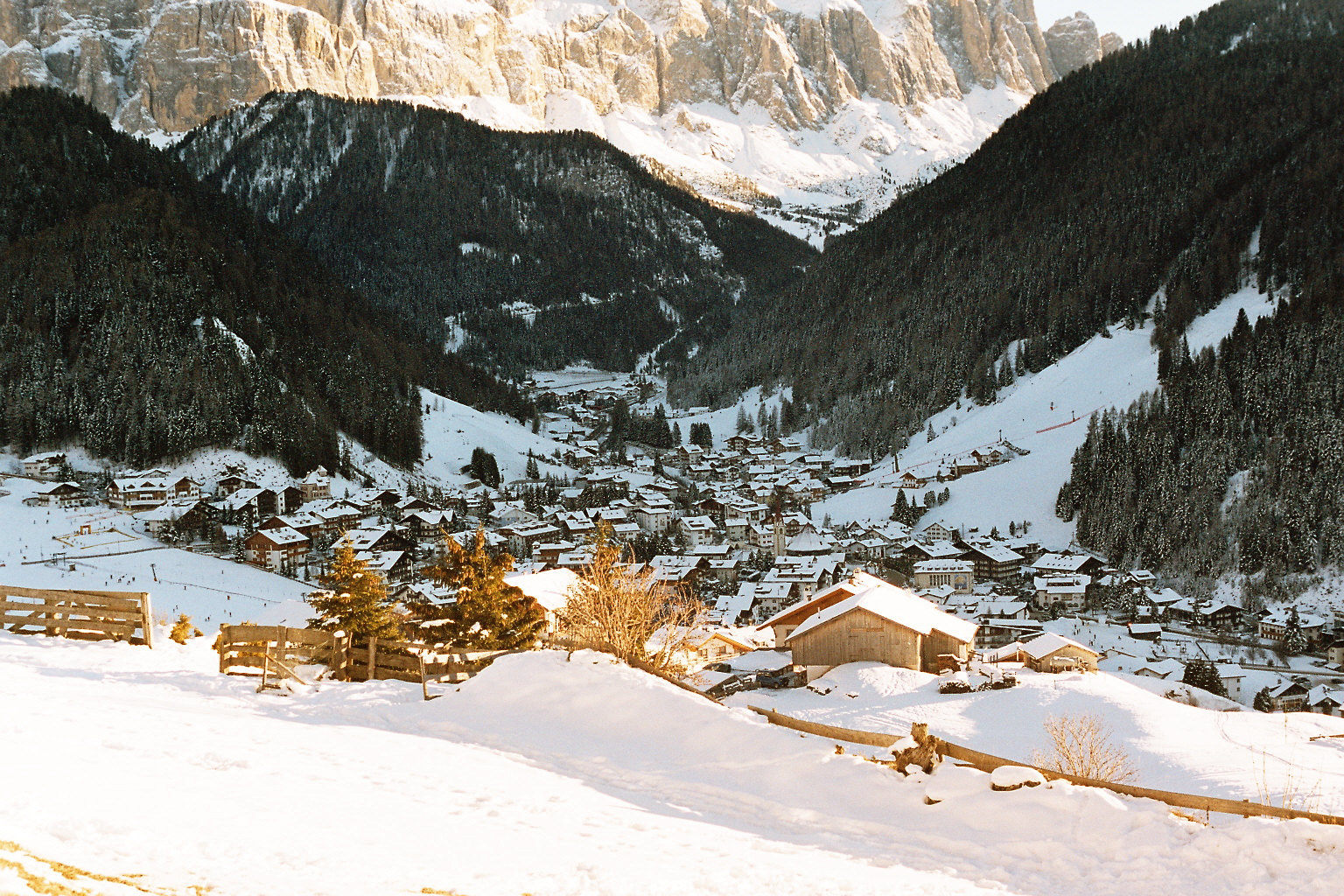
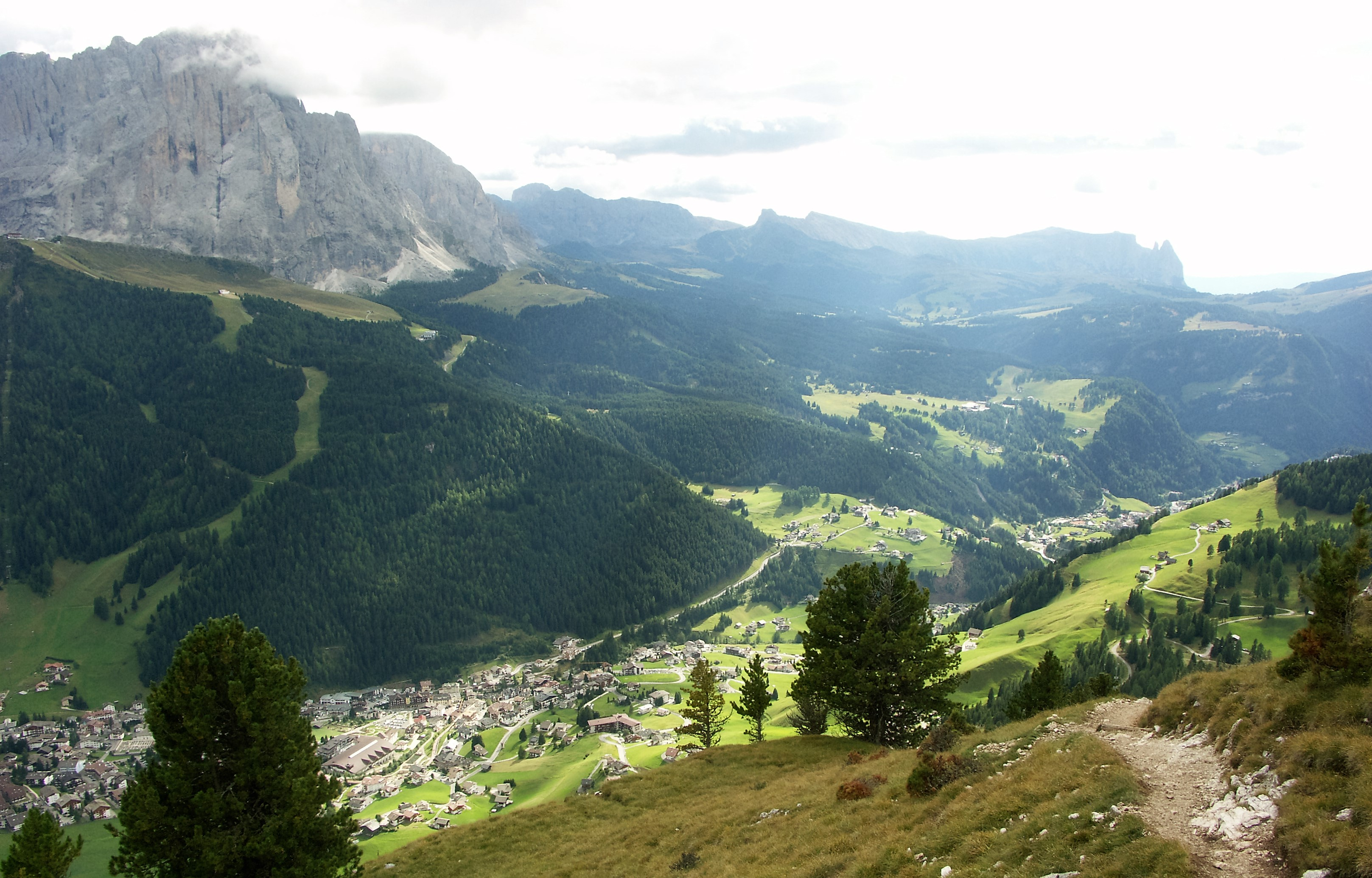
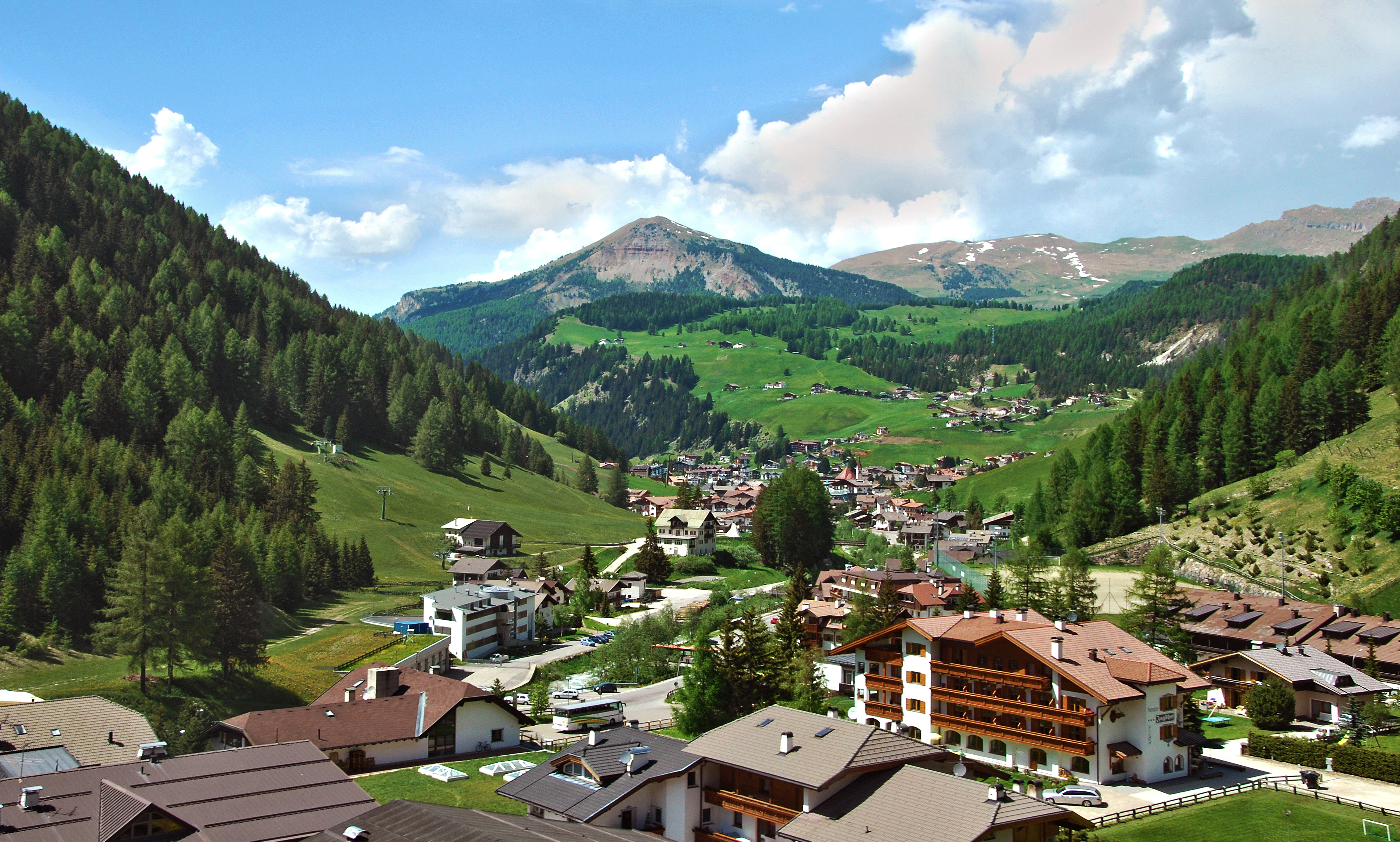
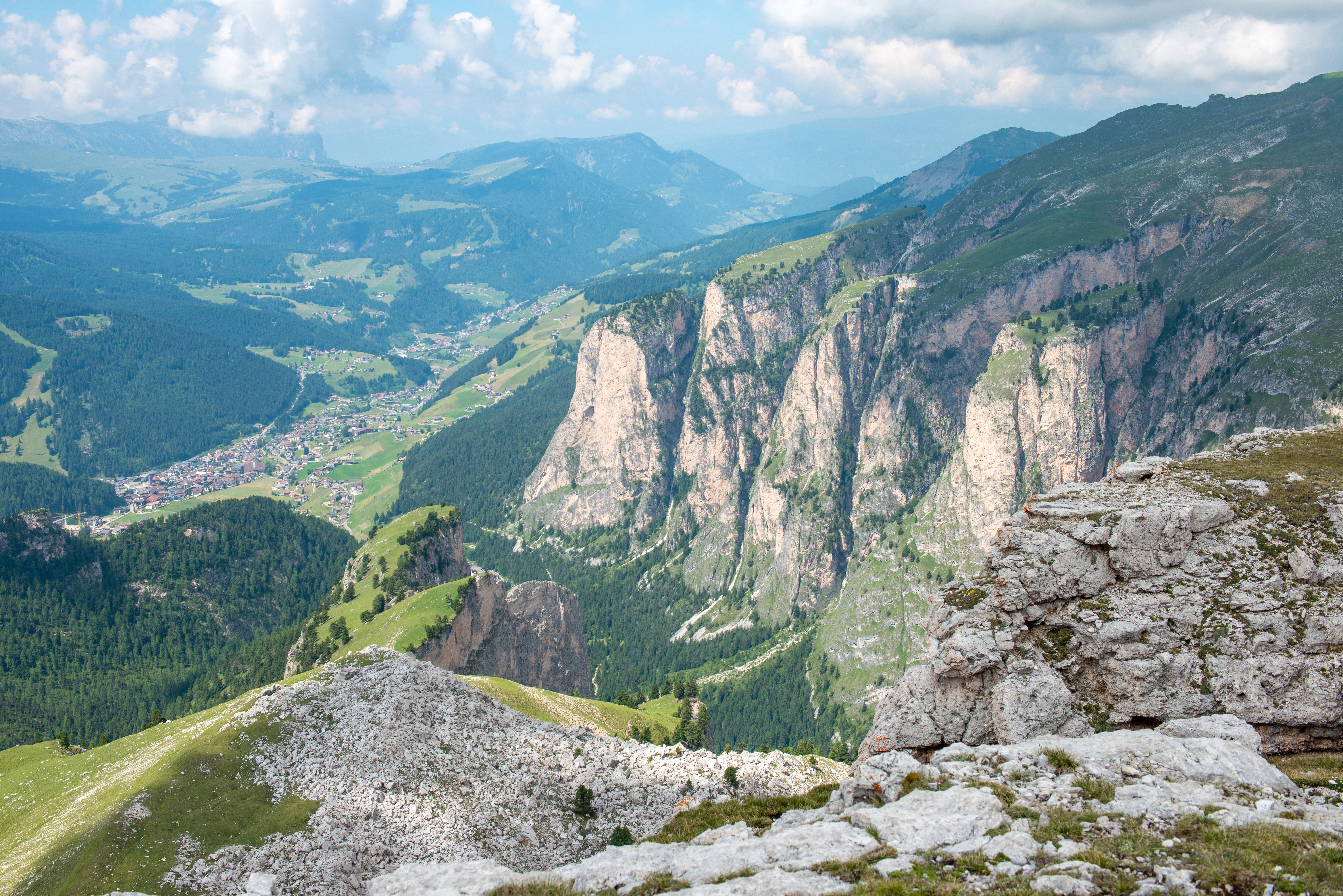